# Hans von Fernach
Hans von Fernach, oppure Giovanni di Fernach (XIV secolo – XIV secolo), è stato uno scultore tedesco.

## Biografia
Hans von Fernach fu uno scultore tedesco attivo dal 1387 al 1393 nella Veneranda Fabbrica del Duomo di Milano, dove scolpì la cuspide marmorea e il timpano della porta della sagrestia meridionale, composta da una serie di storie evangeliche sovrastate dalla Madonna della Misericordia.
A Bologna eseguì due altorilievi: un San Paolo Apostolo (1394, ancora oggi sul basamento della facciata, a sinistra) e la Madonna col Bambino per la facciata della basilica di San Petronio (oggi nella prima cappella a destra).
Realizzò anche il tabernacolo cuspidato al di sopra del protiro meridionale della basilica di Santa Maria Maggiore a Bergamo, scolpendo per esso anche le statuette dell'Annunciata e dell'Angelo.
La sua opera più importante fu però il timpano del duomo di Milano, in cui si esprime in un linguaggio di marca renana: la densa figurazione delle scene (Deposizione, Madonna e Santi, Vergine fra i devoti) non sempre si adatta perfettamente alla cornice architettonica del timpano stesso, tuttavia le singole composizioni, pur rivelando una certa secchezza di taglio, non mancano di armoniosa fluidità di andamento.
Per quanto riguarda il tabernacolo di Bergamo, per la sua particolare dizione tardogotica di cui esso è intriso, anticipò di un decennio quella che sarà la struttura della prima guglia del duomo di Milano, la guglia Carelli.

## Opere
- Cuspide marmorea e il timpano della porta della sagrestia meridionale del duomo di Milano (1387-1393):
  - Serie di storie evangeliche sovrastate dalla Madonna della Misericordia;
- Altorilievo San Paolo Apostolo per la facciata della basilica di San Petronio a Bologna (1394);
- Altorilievo Madonna col Bambino per la facciata della basilica di San Petronio a Bologna (1394);
- Tabernacolo cuspidato al di sopra del protiro meridionale della basilica di Santa Maria Maggiore a Bergamo:
  - Statuetta dell'Annunciata;
  - Statuetta dell'Angelo.